# العلاقات الأسترالية السويدية
العلاقات الأسترالية السويدية هي العلاقات الثنائية التي تجمع بين أستراليا والسويد.

## مقارنة بين البلدين
هذه مقارنة عامة ومرجعية للدولتين:
| وجه المقارنة                                              | أستراليا                                   | السويد                                                                               |
| --------------------------------------------------------- | ------------------------------------------ | ------------------------------------------------------------------------------------ |
| المساحة (كم2)                                             | 7.69 مليون                                 | 450.30 ألف                                                                           |
| عدد السكان (نسمة)                                         | 24.51 مليون                                | 10.16 مليون                                                                          |
| الكثافة السكانية (ن./كم²)                                 | 3.19                                       | 22.56                                                                                |
| العاصمة                                                   | كانبرا، ملبورن                             | ستوكهولم                                                                             |
| اللغة الرسمية                                             | لغة إنجليزية                               | اللغة السويدية، لغات السامي، اللغة الفنلندية، منكيلي، اللغة الرومنية، اللغة اليديشية |
| العملة                                                    | دولار أسترالي، جنيه إسترليني، جنيه أسترالي | كرونة سويدية                                                                         |
| الناتج المحلي الإجمالي (بليون دولار)                      | 1.32 تريليون                               | 538.04 مليار                                                                         |
| الناتج المحلي الإجمالي (تعادل القوة الشرائية) بليون دولار | 1.10 تريليون                               | 469.01 مليار                                                                         |
| الناتج المحلي الإجمالي الاسمي للفرد دولار أمريكي          | 56.31 ألف                                  | 50.58 ألف                                                                            |
| الناتج المحلي الإجمالي للفرد دولار أمريكي                 | 45.92 ألف                                  | 45.30 ألف                                                                            |
| مؤشر التنمية البشرية                                      | 0.939                                      | 0.907                                                                                |
| رمز المكالمات الدولي                                      | +61                                        | +46                                                                                  |
| رمز الإنترنت                                              | .au                                        | .se                                                                                  |
| المنطقة الزمنية                                           |                                            | توقيت وسط أوروبا، ت ع م+01:00، ت ع م+02:00، أوروبا/ستوكهولم ‏                         |

## مدن متوأمة
في ما يلي قائمة باتفاقيات التوأمة بين مدن أسترالية وسويدية:
- ترتبط Port Adelaide [الإنجليزية]‏ مع بلدية مالمو [الإنجليزية]‏ باتفاقية توأمة منذ 1988.[21]

## منظمات دولية مشتركة
يشترك البلدان في عضوية مجموعة من المنظمات الدولية، منها:
| علم المنظمة | اسم المنظمة                               | تاريخ انضمام أستراليا | تاريخ انضمام السويد |
| ----------- | ----------------------------------------- | --------------------- | ------------------- |
|             | منظمة التعاون الاقتصادي والتنمية          | ?                     | ?                   |
|             | منظمة التجارة العالمية                    | ?                     | 1995                |
|             | الاتحاد البريدي العالمي                   | ?                     | ?                   |
|             | الوكالة الدولية للطاقة                    | ?                     | ?                   |
|             | مجموعة الموردين النوويين                  | ?                     | ?                   |
|             | يونسكو                                    | 4 نوفمبر 1946         | 23 يناير 1950       |
|             | الفريق المعني برصد الأرض                  | ?                     | ?                   |
|             | مؤسسة التمويل الدولية                     | 20 يوليو 1956         | 20 يوليو 1956       |
|             | المركز الدولي لتسوية المنازعات الاستشارية | 1 يونيو 1991          | 28 يناير 1967       |
|             | بنك التنمية الآسيوي                       | 1966                  | 1966                |
|             | منظمة حظر الأسلحة الكيميائية              | ?                     | ?                   |
|             | مؤسسة التنمية الدولية                     | 24 سبتمبر 1960        | 24 سبتمبر 1960      |
|             | مجموعة أستراليا                           | 1985                  | 1991                |
|             | نظام تحكم تكنولوجيا القذائف               | 1990                  | 1991                |
|             | وكالة ضمان الاستثمار متعدد الأطراف        | 10 فبراير 1999        | 12 أبريل 1988       |
|             | الاتحاد الدولي للاتصالات                  | 27 مايو 1878          | 1866                |
|             | منظمة الشرطة الجنائية الدولية             | ?                     | ?                   |
|             | الأمم المتحدة                             | 1 نوفمبر 1945         | 19 نوفمبر 1946      |
|             | البنك الدولي للإنشاء والتعمير             | 5 أغسطس 1947          | 31 أغسطس 1951       |
|             | المنظمة الهيدروغرافية الدولية             | ?                     | ?                   |

## أعلام
هذه قائمة لبعض الشخصيات التي تربطها علاقات بالبلدين:
- بيتر فيلبس (ممثل أسترالي، 20 سبتمبر 1960[31] – )
- تشارلز روزنتال (سياسي أسترالي، 12 فبراير 1875[32] – 11 مايو 1954[32])
- جورج بيترسن (سياسي أسترالي، 13 مايو 1921 – 28 مارس 2000)
- جويل ويلكينسون (لاعب كرة قدم أسترالي، 29 نوفمبر 1991 – )
- جيسيكا فالخولت (ممثلة أسترالية، 15 مايو 1988 – 17 يناير 2018)
- دانيال كارل سولاندر (عالم نبات سويدي، 19 فبراير 1733[33][34][35] – 13 مايو 1782[33][35])
- ديك بيرسون (1950 – )
- راجنار غاريت (عسكري أسترالي، 12 فبراير 1900 – 4 نوفمبر 1977)
- راسل كرو (ممثل أسترالي ومنتج أفلام وموسيقي، 7 أبريل 1964[36][37][38] – )
- ستيفن هاس (لاعب كرة مضرب أسترالي، 10 ديسمبر 1975 – )
- كريستين ويليامسون (كاتبة أسترالية، 1940 – )
- كيلي غيل (14 مايو 1995 – )
- لويد يوهانسون (لاعب رغبي أسترالي، 2 مايو 1985 – )
- نيك ليندل (لاعب كرة مضرب أسترالي، 31 يوليو 1988 – )
- يوهان أندرسون (لاعب كرة مضرب أسترالي، 29 سبتمبر 1971 – )

## وصلات خارجية
- موقع وزارة الخارجية الأسترالية
- موقع وزارة الخارجية السويدية